# Calvin Henry Glauser
Pour les articles homonymes, voir Glauser.
Calvin Henry "Cal" Glauser (2 avril 1923-5 février 2007) est un enseignant et un homme politique provincial canadien de la Saskatchewan. Il représente la circonscription de Saskatoon Mayfair à titre de député du Parti progressiste-conservateur de la Saskatchewan de 1982 à 1986.

## Biographie
Né à Delisle en Saskatchewan, Glauser fait ses études dans cette ville. En 1941, il s'établit à Saskatoon et se joint à l'Aviation royale canadienne. Il sert outremer en Afrique du Nord et en Angleterre. En 1947, il épouse Marjorie Schauss. Travaillant pour la Banque royale du Canada de Saskatoon et de Regina, il prend sa retraite en 1982. Élu en 1982, il sert comme secrétaire législatif du ministre de la Santé et décide de ne pas se représenter en 1986 prétextant des raisons familiales.